# Yōichi Naganuma
Yoichi Naganuma (長沼 洋一 Naganuma Yōichi?, Kōfu, Yamanashi, 14 de abril de 1997) es un futbolista japonés que juega como centrocampista en el Urawa Red Diamonds de la J1 League.

## Trayectoria

### Clubes
| Club                       | País  | Año       |
| -------------------------- | ----- | --------- |
| Sanfrecce Hiroshima        | Japón | 2016-2022 |
| Montedio Yamagata (cedido) | Japón | 2017      |
| FC Gifu (cedido)           | Japón | 2018      |
| Ehime FC (cedido)          | Japón | 2019-2020 |
| Sagan Tosu                 | Japón | 2022-2024 |
| Urawa Red Diamonds         | Japón | 2024-     |